# 锡亚杜
锡亚杜（法語：Ciadoux，法語發音：[sjadu]）是法国上加龙省的一个市镇，属于圣戈当区。

## 地理
锡亚杜（43°15'32"N, 0°44'14"E）面积9.73 平方千米，位于法国奧克西塔尼大區上加龙省，该省份为法国西南部内陆省份，西南端与西班牙接壤，自此顺时针与上比利牛斯省、热尔省、塔恩-加龙省、塔恩省、奥德省和阿列日省接壤。
与锡亚杜接壤的市镇（或旧市镇、城区）包括：卡萨尼亚贝尔图尔纳、埃斯卡内克拉布、蒙迪扬、萨沃河畔蒙加亚尔、圣拉里布让、圣佩代尔博斯克、萨芒。

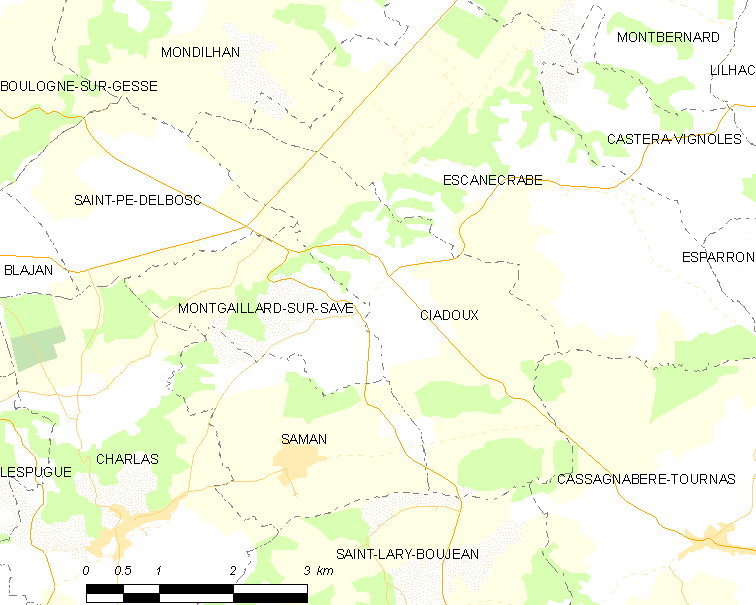
锡亚杜的OSM定位图

锡亚杜的时区为UTC+01:00、UTC+02:00（夏令时）。

## 行政
锡亚杜的邮政编码为31350，INSEE市镇编码为31141。

## 政治
锡亚杜所属的省级选区为圣戈当县。

## 人口

1962-2008年间锡亚杜人口变化图示

锡亚杜于2022年1月1日时的人口数量为226人。